# شوتورف
شوترتوف (بالألمانية: Schüttorf) هي مدينة و بلدة ألمانية تقع في ألمانيا في شوتورف. يقدر عدد سكانها بـ 11,584 نسمة .

## المدن التوأمة
مدينة تفنتاراند هي مدينة توأمة لـشوترتوف.